# نیکلائه مارجینانو
نیکلائه مارجینانو (رومانیایی: Nicolae Mărgineanu) کارگردان فیلم و فیلم‌نامه‌نویس اهل رومانی است.
از فیلم‌هایی که وی در آن‌ها نقش داشته‌است، می‌توان به پیامبر، طلا و اهالی ترانسیلوانی اشاره نمود.